# لوانا برتولوچی پیکسائو
لوانا برتولوچی پیکسائو (انگلیسی: Luana Bertolucci Paixão؛ زادهٔ ۲ مهٔ ۱۹۹۳) بازیکن فوتبال اهل برزیل است.
از باشگاه‌هایی که در آن بازی کرده‌است می‌توان به باشگاه فوتبال زنان پاری سن ژرمن اشاره کرد.
وی همچنین در تیم ملی فوتبال زنان برزیل بازی کرده‌است.